# Vampire: The Masquerade
Vampire: The Masquerade — настільна рольова гра від компанії White Wolf. Є однією з ігор, які відносяться до сеттингу Світу Пітьми. За мотивами цієї гри було випущено багато книг та комп'ютерних ігор, найвідоміша з яких — Vampire: The Masquerade – Bloodlines.
Дія розгортається у вигаданій версії сучасного світу в жанрі «готик-панк». Центральне місце в сетингу займають поділені на клани вампіри, про існування котрих прості смертні не здогадуються. Також присутні і інші надприродні істоти — наприклад перевертні та привиди.
Гравці беруть на себе роль вампірів, що вирішують проблеми, пов'язані з мисливцями на вампірів та іншими вампірами. Окремим викликом при цьому є боротьба зі своїм внутрішнім звіром та намагання зберегти в собі залишки людяності.